# Naëmi Ingman-Starck
Naëmi Ingman-Starck, född 4 juli 1855 i Kristina kommun, död 24 april 1932 i Sordavala, var en finländsk operasångerska (sopran), sångpedagog och pianolärare.
Ingman-Starck var dotter till kyrkoherden Magnus Ingman och Antoinette Kristina Åberg. Hon avlade musikstudier i Helsingfors och Stockholm. Åren 1873–1876 studerade hon sång under Jean Jacques Masset vid konservatoriet i Paris och var verksam som sångerska vid  Finlands nationalteater 1876–1879. Ingman-Starck arbetade som sånglärare vid lyceet i Sordavala 1899–1926 och var sedan 1905 lärare i piano och sång vid Sordavalas lärarseminarium. Hon var sedan 1883 gift med distriktläraren Werner Starck.
Oskar Merikantos visa Pai, pai paitaressu var tillägnad henne.